# Albino, Lombardiet
Albino är en ort och kommun i provinsen Bergamo i regionen Lombardiet i Italien. Kommunen hade 17 805 invånare (2018).